# Љубинко Раденковић
Др Љубинко Раденковић (Плужина, код Сврљига, 1951) српски је филолог, етнолингвиста, фолклориста, историчар књижевности и етнолог.

## Биографија
Љубинко Раденковић је рођен у Плужини код Сврљига, 1951. године. Основну школу завршио је у Сврљигу, гимназију и Вишу педагошку школу (Група за српскохрватски језик и југословенску књижевност) у Нишу, 1972. Студирао је српскохрватски језик и југословенске књижевности на Филолошком факултету у Београду, где је и дипломирао 1974. Постдипломске студије завршио је на Филолошком факултету у Београду где је и одбранио магистарски рад 1978. године. Студирао је и етнологију на Филозофском факултету у Београду, где је и одбранио докторску дисертацију Народна бајања код Јужних Словена (1990).
За дописног члана САНУ изабран је 2018. године.

## Кретање у служби
Љ. Раденковић је био асистент за лингвистику у Институту за педагошка истраживања у Београду (1975–1977, 1979–1985). Две школске године био је наставник Московског државног универзитета (МГУ), на Међуфакултетској катедри словенских језика (1977–1979). У Балканолошком институту САНУ запослен је на научним пројектима од 1985. године. У звању научни саветник, руководилац је научних пројеката од 2001. године до данас. У периоду 2001–2005. обављао је и функцију директора Балканолошког института САНУ. Паралелно с научно-истраживачким радом био је и наставник на универзитетима: ванредни професор Народне књижевности Филозофског факултета у Нишу (1997–1998), редовни професор за Народну културу Срба на Филозофском факултету у Новом Саду (2001–2005) и професор на Докторским академским студијама на Филолошком факултету у Београду (2012–2017).

## Научни скупови
Од 1976. до 2016. године Раденковић је рефератима и саопштењима учествовао на 91 научном скупу, од чега је 40 одржано у научним институцијама или универзитетима 11 европских држава (Русија, Француска, Немачка, Пољска, Бугарска, Украјина, Словачка, Словенија, Македонија, Белорусија, Аустрија). Организатор је 10 научних скупова од којих су 4 међународна.

## Предавања на иностраним универзитетима
Осим предавања на свим државним универзитетима Србије, по позиву, као гост-професор одржао је предавања на универзитетима у Пољској (Варшава, Лублин, Познањ), Француској (Сорбона 4, Париз), Аустрији (Институт славистике, Беч), Русији (МГУ и РГГУ, Москва; Балтички универзитет, Калињинград), Словенији (Филозофски факултет, Љубљана), Украјини (Институт за етнологију и фолклористику, Кијев) и Италији (Удине).

## Чланство у међународним научним организацијама
Члан је Комисије за фолклор при Међународном комитету слависта, и био је њен председник у два мандата (2003–2013), као и Етнолингвистичке комисије при МКС.

## Руковођење међународним научним пројектима
У оквиру билатералне научне сарадње између Србије и Словеније био је руководилац пројекта (заједно са проф. др Мирјам Менцеј из Љубљане) „Концепт времена и простора код Јужних Словена“ (2004–2005). Заједно са иностраним чланом САНУ – Светланом Толстој био је руководилац вишегодишњег заједничког пројекта САНУ и РАН (Москва) „Етнолингвистичко истраживање словенске културе“. Члан је редакције међународног часописа Зборник Матице српске за славистику и члан Уређивачког савета словеначко-италијанског научног часописа Studia mythologica Slavica (Љубљана).

## Обављање других одговорних функција
Осим научно-наставног рада паралелно је обављао и друге одговорне друштвене функције. Био је главни и одговорни уредник часописа за књижевност и културу „Расковник“ (1982–2000), директор Балканолошког института САНУ (2001–2005), начелник Одсека за проучавање народа Центра за научна истраживања САНУ у Крагујевцу (2001–2005), члан Савета дијаспоре Савезне владе Србије и Црне Горе (2001–2002), члан и заменик председника Републичког одбора за решавање о сукобу интереса (2004–2009), члан и председник Комисије за капитална дела при Секретаријату за културу Београда, оцењивач пројеката основних истраживања у Министарству науке и технолошког развоја Републике Србије. Сада обавља функцију заменика председника Скупштине Вукове задужбине, члана Одбора за доделу награде за науку и руководиоца трибине „Културно наслеђе“.

## Научни рад
До сада је у разним научним и стручним публикацијама Раденковићу објављено 366 радова, од тога, 6 књига, 7 приређених дела и 353 студија и чланака. Осим тога, објављено му је и 20 превода научних чланака и студија, као и фолклорних дела с руског језика. Његова потпуна библиографија налази се на сајту Балканолошког института САНУ: www.balkaninstitut.com, а око 60 његових скенираних научних радова доступно је на сајту: https://balkaninstitut.academia.edu/LjubinkoRadenkovic. Од објављених научних радова 64 су на страним језицима (руски, енглески, немачки, пољски, украјински, италијански и словеначки). Био је и сарадник два међународна капитална енциклопедијска издања: Lexikon des Mittelalters (München, 1997) и Славянские древности. Энциклопедический словарь под редакцией Н. И. Толстого (Москва, 2012). Сарадник је и Српске енциклопедије (САНУ и Матица српска).

### Књиге
- Урок иде уз поље. Народна бајања, Градина, Ниш 1973,1–147.
- Народне басме и бајања, Градина – Ниш, Јединство – Приштина, Светлост – Крагујевац, 1982, 1–528.
- Народна бајања код Јужних Словена, Просвета, Балканолошки институт САНУ, Посебна издања, књ.60, Београд 1996, 1–346 .
- Симболика света у народној магији Јужних Словена, Балканолошки институт САНУ, Посебна издања, књ. 67, Просвета, Ниш 1996, 1–386.
- Словенска митологија. Енциклопедијски речник, редактор (заједно са Светланом Толстој) и аутор 37 одредница, Zepter Book World, Beograd 2001, XXXV+593+LXXVI.

### Приређена дела
- Усмено народно стваралаштво. Зборник радова о нашем фолклору, «Народна књига», Београд 1982, 202 стр.
- Н. И. Толстој, Језик словенске културе, Просвета Ниш 1995 (избор студија и поговор), 367 стр.
- Словенски фолклор и фолклористика на размеђи два миленијума, Балканолошки институт САНУ, Посебна издања 101, Београд 2008, 501 стр.
- Етнолингвистичка проучавања српског и других словенских језика. У част академика Светлане Толстој, САНУ, Одељење језика и књижевности, Београд 2008 (Српски језик у светлу савремених лингвистичких теорија, књ. 3), 439 стр. (заједно са П. Пипером).
- Заједничко у словенском фолклору: зборник радова/уредник Љубинко Раденковић – Београд: Балканолошки институт САНУ, 2012. Посебна издања, књ. 117, 435 стр.
- Српска народна култура између Истока и Запада/ уредник Љубинко Раденковић, Балканолошки институт САНУ, Посебна издања, књ. 127, Београд 2014, 190 стр.

### Одабрани радови на српском језику
- Лексичко–фразеолошка реконструкција религијско–митолошких представа у вези с каменом. Научни састанак слависта у Вукове дане, МСЦ, књ. VI, св.1, Београд 1977, 445–459.
- Структурно–типолошке карактеристике знаковности писаних магијских формула и других бајаличких форми. Научни састанак слависта у Вукове дане, МСЦ, књ. VII, св. 1, Београд 1978, 387–403.
- Семантика понашања на Велики четвртак. Књижевна критика XI, бр.4, Београд 1980, 29–40.
- Metodološki aspekti istraživanja semiotike teksta. Na primerima tekstova tradicijske kulture. Delo XXVI, br.11–12, Beograd 1980, 99–118.
- О значењу једног сакралног текста о конопљи или лану код словенских и балканских народа. Научни састанак слависта у Вукове дане, МСЦ, књ.11, Београд 1981, 207–217.
- Пролегомена за семиотичку интерпретацију дечјег стваралаштва. Зборник Института за педагошка истраживања, књ.14, Београд 1981, 243–299.
- Женидба на превару. О значењу народне песме „Стојан и Љиљана“. Усмено народно стваралаштво, „Народна књига“, Београд 1982, 123–145.
- Имена нечисте силе у народним бајањима. Лексикографија и лексикологија, „Матица српска“, Нови Сад 1984, 141–146.
- Симболика сунца и птице у дечјим писаним радовима. Књижевност и језик XXXI, бр. 3–4, Београд 1984, 81–86.
- Љубавна магија – симболика промене. М. Мијушковић, Љубавне чини, „Народна књига“, Београд 1985, 5–25 (предговор).
- Представе о уроку и урицању код словенских народа. Т. Р. Ђорђевић, Зле очу у веровању Јужних Словена, „Просвета“, Београд 1985, 367–380 (поговор).
- Симболика боја у народним бајањима словенских народа. Књижевна историја XIX, 73–74, Београд 1986, 3–32.
- Чудотворна лоза хилендарска. Етнолошке свеске VII, Београд–Топола 1986, 47–52.
- Место истеривања нечисте силе у народним бајањима словенско–балканског ареала. Гласник Етнографског музеја у Београду, књ.50, Београд 1986, 201–222.
- Митски атрибути Старине Новака у епској поезији Јужних Словена и Румуна. Старина Новак и његово доба, Балканолошки институт САНУ, Београд 1988, 211–249.
- Неки видови анти–понашања у фолклорним текстовима, (Some Forms of Antibehaviour of Mythological Beings in Folk Texts). Српска фантастика, САНУ, Научни скупови, књ. XLIV, Одељење језика и књижевности, књ.9, Београд 1989, 93–100.
- Narodne molitvice. Folklor u Vojvodini, sv. 7, Novi Sad 1991, 70–78.
- Међуратни часопис „Летопис Тимочке епархије“. Расковник XVII, бр. 63–66, Београд 1991, 113–120.
- Скопски предратни часопис „Етнологија“. Расковник XVIII, бр.67–68, Београд 1992, 129–144.
- Култ писане речи код Јужних Словена. Српска Византија, Београд 1993, 227–234.
- Допринос Тихомира Р. Ђорђевића истраживању митолошких бића. Balcanica XXV–2, Београд 1994, 21–26.
- Погледи Стојана Новаковића на народну културу. Стојан Новаковић – личност и дело, САНУ, Одељење историјских наука, књ. LXXVII, Београд 1995, 405–413.
- Митолошка бића везана за рођење детета. Етно–културолошки зборник, књ. 1, Сврљиг 1995, 35–40.
- Погледи Никите И. Толстоја на словенску народну културу. Н. И. Толстој, Језик словенске културе, Просвета, Ниш 1995, 357–365.
- Mitološka bića u Rječniku JAZU. Folklor u Vojvodini, sv. 9, Novi Sad 1995, 227–233.
- Митолошка бића везана за годишње празнике (Mythological Beinos Linked to Annual Festivites). Етно–културолошки зборник, књ. II, Сврљиг 1996, 61–65.
- Герман – Ђерман–Џерман. Пиротски зборник, књ. 22, Пирот 1996, 277–286.
- Хлеб у народној магији балканских словена (Bread in Folk Megic Rituals of the Balkan Slavs). Хлябът в славянската култура, Етнографски институт с музей – БАН, София 1997, 145–155.
- Представе о ђаволу у веровањима и фолклору балканских Словена. Зборник Матице српске за славистику 53, Нови Сад 1997, 15–38.
- Вучја тема у поезији Васка Попе (Wolfs Theme in Vasko Popa's Poetry). Поезија Васка Попе. Зборник радова, Институт за књижевност и уметност, Београд 1997, 179–187.
- Дъна – стари словенски назив једне болести ( Дъна– старое славянское название болезни). Слово и культура, Памяти Никиты Ильича Толстого, т. II, Москва 1998, 190–197.
- Демонска свадба (Demonic Wedding). Кодови словенских култура 3, Београд 1998, 154–162.
- Тодорица – „коњска слава“ (Todorica – „Horse Saint Patron's Day“). Етно–културолошки зборник, књ. IV, Сврљиг 1998, 119–124.
- Арапске и српске народне приповетке. Расковник XXIV, св. 93–94, Београд 1998, 113–125.
- Припеви „ладо“ и „лељо“ у народним песмама источне и јужне Србије (Songs „Lado“ and „Leljo“ in Folk Songs Ofeeastern and Southern Serbia). Етно–културолошки зборник V, Сврљиг 1999, 127–132.
- Страшила за децу – неке словенске паралеле. Жизненият цикъл. Доклади от българо–сръбска научна конференция, Етнографски институт с музей, София 2000, 146–155.
- Курдске народне приповетке. М.Б. Руденко, Мудри савети. Курдске народне приповетке, Завод за уџбенике и наставна средства, Београд 2000, 9–22 (предговор).
- Magijska funkcija polnih organa. Erotsko u folkloru Slovena, Zbornik radova, priredio D. Ajdačić, “Stubovi kulture”, Beograd 2000, 25-32.
- Митолошки господари градоносних облака. Словенске паралеле (Mythological Masters Hail-Bearing Clouds. Slav parallels). Зборник Етнографског музеја у Београду 1901-2001, Београд 2001, 445-453.
- Свети Сава у народном предању. Култ светих на Балкану, Лицеум 5, Крагујевац 2001, 89-106.
- Називи вештице код балканских Словена (Наименования ведьмы у балканских славян). Славянские этюды. Сборник к юбилею С. М. Толстой, РАН, Институт славяноведения, Москва, 1999, 379–388.
- Словенска предања о убијању стараца у контексту културе. Зборник Матице српске за славистику 63, Нови Сад 2003, 217-236.
- Svoj i tuđ u narodnoj kulturi. Integracija i tradicija, Priredio Mile Savić, Institut za filozofiju i društvenu teoriju, Beograd 2003, 213-219.
- Cvetni vrt korejskog pesnika Midanga, Pogovor za knjigu: So Đong Đu, Na brijegu u podne, prevod dr Kim Sang Hun, Beograd 2003, 147-155.
- Ударање у обредима животног круга. Кодови словенских култура 9, Београд 2004, 182-188.
- Кривотворење фолклора и митологије. Неки словенски примери (Forgeries in Folklore and Mythology some Slavic Examples). Зборник Матице српске за књижевност и језик LIII, св. 1-3, Нови Сад 2005, 29-44.
- Додир са светим у народном хришћанству. Неке словенске паралеле (In Touch with Holiness: Folk Christianity). Свакодневна култура у постсоцијалистичком периоду, Етнографски институт САНУ, Зборник 22, Београд 2006, 315-327.
- Зао дух нежит у словенским писаним споменицима и народној култури. Зборник Матице српске за филологију и лингвистику, књ. L, Нови Сад 2007, 695-712.
- Словенска митолошка бића – представе и порекло (Славянские мифологические существа – представления и происхождение). Зборник Матице српске за славистику 73, Нови Сад 2008, 315-323.
- „Теоними“ у словенском фолклору („Theonyms“ in Slav Folklore). Словенски фолклор и фолклористика на размеђи два миленијума, Балканолошки институт САНУ, Посебна издања 101, Београд 2008, 265-280.
- Narodne predstave o sudbini kod Slovena (Über die Vorstellungen vom Schicksal im Volksglauben der Slawen). Grenzüberschraeitungen: Traditionen und identitäten in Südosteuropa. Festschrift für Gabriella Schubert Herausgegeben von Wolfgang Dahmen, Petra Himstedt-Vaid und Gerhard Ressel, Wiesbaden 2008 (= Balkanologische Veröffentlichungen Bd. 45), 494-498.
- Лутајуће душе (Блуждающие души). Етнолингвистичка проучавања српског и других словенских језика. У част академика Светлане Толстој, САНУ, Одељење језика и књижевности, Београд 2008, 349-362.
- Боја као обележје митолошких бића – словенске паралеле (Цвет как признак мифологических существ – славянские параллели). Јужнословенски филолог LXIV, Београд 2008, 337-346.
- Камен у правним обичајима. Архив за правне и друштвене науке, књ. CXXIV, бр. 3-4, Београд 2008, 277-291.
- Вампир-вукодлак-върколак. Моћ књижевности. In memoriam Ана Радин, Балканолошки институт САНУ, Посебна издања, књ. 110, Београд 2009, 279-286.
- Називи митолошких бића код Срба на Косову и Метохији. Косово и Метохија у цивилизацијским токовима. Међународни тематски зборник, књ. 1, Језик и народна традиција, Универзитет у Приштини, Филозофски факултет, Косовска Митровица 2010, 217-228.
- Народна предања о одређивању судбине: словенске паралеле (Oral Tradition about Determining the Fate – Slavic Parallels). Жива реч. Зборник у част проф. др Наде Милошевић-Ђорђевић, Балканолошки институт САНУ, Филолошки факултет Универзитета у Београду, Београд 2011, 511-534.
- Тито између реалности и фолклора (Tito between Reality and Folklore). Књижевна историја XLIII/143-144, Београд, 2011, 317-331.
- Зао час у веровању словенских народа („Неровен“, „лих час“ в поверьях славянских народов). Studia mythologica Slavica XIV, Ljubljana-Udine, 2011, 213-218.
- О једном општесловенском фолклорном мотиву: јагње на путу у демонолошким предањима (Об одном общеславянском фольклорном мотиве: барашек/козленок на дороге в быличках). Језик, књижевност, култура: Новици Петковићу у част. Зборник радова, Институт за књижевност и уметност – Филолошки факултет, Београду 2011, 365-377.
- Анегдоте о Титу и његовим савременицима (Tito and his Associates in anecdotes). Годишњак Катедре за српску књижевност са јужнословенским књижевностима за школску 2010/2011. годину. Посвећено успомени на проф. др Радмилу Пешић, т. VI, Филолошки факултет Универзитета у Београду, Београд 2011, 255-264.
- О личним именима митолошких бића у неким словенским клетвама и фразеологији. Poznańskie Studia Slawistyczne 3 (Zaklęcie, zamówienie, zaźeganie. Magiczna moc słów w folklorze słowiańskim, Uniwersytet im. Adama Mickiewicza w Poznaniu, Poznań 2012, 145-158.
- Кућна змија у веровању и предању словенских народа (The domestic Snake in the Beliefs and Traditions of the Slavs). Гује и јакрепи: књижевност, култура, Балканолошки институт САНУ, Посебна издања 120, Београд 2012, 167-184.
- Компаративно пручавање словенског фолклора. Заједничко у словенском фолклору, зборник радова, Балканолошки институт САНУ, Посебна издања 117, Београд 2012, 9-16.
- Митолошки елементи у словенским народним представама о жаби (Mythological Elements in Slavic Notions of Frogs). Заједничко у словенском фолклору, зборник радова, Балканолошки институт САНУ, Посебна издања 117, Београд 2012, 379-397.
- Перуника – цвет небеског или хтонског света (German Iris – The Flower from the Heavenly or chthonian World“?). Studia mythologica Slavica XVI, Ljubljana 2013, 105-116.
- Време у народној демонологији Словена (Время в народной демонологии славян). Време, вакат, земан. Аспекти времена у фолклору. Зборник радова. Институт за књижевност и уметност, Београд 2013, 15-38.
- Слава“ – породични празник Срба (Slava – the Serb family Feast). Зборник Матице српске за славистику 84, Нови Сад 2013, 9-23.
- Водени дух – водењак. Словенске паралеле. Aquatica: књижевност, култура, ур. М. Детелић, Л. Делић, Балканолошки интитут САНУ, посебна издања 124, Београд 2013, 163-174.
- Словенска народна демонологија на синхроном и дијахроном плану (Славянская народная демонология в синхронии и диахронии).Зборник Матице српске за славистику 83, Нови Сад 2013, 9-23.
- Митолошки господари шума - словенске паралеле (Mythological Masters of Woods - slavic Parallels). Промишљање традиције: фолклорна и литерарна истраживања. Зборник радова посвећен М. Дрндарски и Н. Љубинковићу, Институт за књижевност и уметност, Посебна издања XXXVII, Београд 2014, 339-358.
- Семантика кућног простора (на примерима српске традиционалне куће) (Semantic of domestic Space. Examples of the traditional Serbian House). Градитељско наслеђе у Србији.Зборник у част др Доброслава Бојка Ст. Павловића, Завод за пручавање културног развитка, Београд 2014, 20-42.
- Јужнословенска народна демонологија између Истока и Запада (South Slavic Folk Demonology Between East and West). Српска народна култура између Истока и Запада, Балканолошки институт САНУ, Посебна издања 127, Београд 2014, 9-42.
- Веселин Чајкановић у свом времену и данас. Легенде Београдског универзитета: Хуго Клајн, Веселин Чајкановић, Радомир Д. Лукић, Војин Матић, приредиле М. Вранић-Игњачевић и Д. Столић, Универзитет у Београду, Универзитетска библиотека „Светозар Марковић“ у Београду, Београд 2014, 196-202.
- Словенска фолклористика данас - наслеђе и иновације. Савремена српска фолклористика II, Институт за књижевност и уметност, Београд 2015, 45-61.
- Значај дела Вука Караџића за изучавање српске митологије. Вук Стефановић Караџић (1787-1864-2014), САНУ, Научни скупови, књ. CLVI, Одељење језика и књижевносту, књ. 27, Београд 2015, 415-429.
- Вампир између безопасног страшила и крвопије. Крв: књижевност, култура, Балканолошки институт САНУ, Посебна издања 134, Београд 2016, 265-284.
- Своје и туђе село – неке словенске паралеле. Срби и српско: зборник радова, ур. Д. Ајдачић, „Алма“, Београд 2016, 113–121.
- Подне и подневни демони код Словена. Зборник Матице српске за славистику 91, Нови Сад 2017, 9-22.

### Радови на руском
- Символика цвета в славянских заговорах. Славянский и балканский фольклор. Реконструкция древней славянской духовной культуры: источники и методы, Академия наук СССР, Институт славяноведения и балканистики, Москва, 122–148.
- Дурной глаз в народных представлениях славян. Живая старина, 3 (7), Москва 1995, 33–35.
- Заговоры сербского Поморавья. Живая старина 1 (17), Москва 1998, 15–16.
- Водяной бык в преданиях балканских славян. POLYTROPON. К 70–летию Владимира Николаевича Топорова, РАН, Институт славяноведения, Москва 1998, 439-446.
- Голос в народных заговорах южных славян. Мир звучащий и молчащий. Семиотика звука и речи в традиционной культуре славян, Институт славистики РАН, Москва 1999, 200–209.
- Названия демонов, ведущие происхождение от детей, умерших до крещения у славян. Balcanica XXXIV, Belgrade 2004, 203-221.
- Опасное время в народных представлениях славян. Balcanica XXXV, Belgradе 2005, 71-90.
- Славянский фольклор и фольклористика на рубеже XX-XXI веков: текст и контекст. Первый всероссийский конгресс фольклористов. Сборник докладов, т. III, Москва 2006, 34-40.
- “Беркман” и другие духи – властители земных недр у славян. Восток и запад в балканской картине мира. Памяти Владимира Николаевича Топорова, РАН, Институт славяноведения, Москва 2007, 258-265.
- Белое и черное как признаки мифологических существ (на славянском материале). Балканские чтения 9: Terra balcanica, terra slavica. К юбилею Т. В. Цивьян, РАН, Институт славяноведения Москва 2007, 80-92.
- Великаны, дикие и инные „чужие“ люди (Gigants and other „alien“ Creatures). „Etnolingwistyka“ 20, Uniwersytet Marii Curie-Sklodowskiej, Lublin 2008, 95-106.
- О символике виноградной лозы. Живая старина 4 (60), Москва 2008, 14-16.
- Укрытие стариков как элемент обряда перехода (на материале преданий об убиении стариков). Переходы. Перемены. Превращения. Балканские чтения 10, Институт славяноведения РАН, Москва 2009, 107-114.
- Внешность мифологических существ: славянские параллели. Studia mythologica Slavica XII, Udine-Ljubljana 2009, 153-168.
- О символике неплодовых деревьев (на южнославянском материале). Acta linguistica Petropolitana. Труды Института лингвистических исследований, т. VI, ч. 1 (Этноботаника: растения в языке и культуре), Санкт-Петербург 2010, 102-107.
- Числа в народной магии южных славян. Живая старина 2(66), Москва 2010, 31-34.
- Об одном иранизме на Балканах: пери „фея. Слова. Концепты. Мифы. К 60-летию А. Ф. Журавлева, Институт славяноведения РАН, „Индрик“, Москва 2011, 318-325.
- Красный цвет в погребальной обрядности и народной демонологии славян. Балканский спектр: от света к цвету. Балканские чтения 11, Институт славяноведения РАН, Москва 2011, 94-99.
- Сравнительное изучение славянского фольклора (на материале демонологических преданий). От конгресса к конгрессу. Материалы Второго Всероссийского конгресса фольклористов. Сборник докладов, т. 2, Москва 2011, 64-75.
- Чужие парни на вечеринке: севернорусские и южнославянские параллели одного фольклорного сюжета. Рябининские чтения-2011. Материалы VI научной конференции по изучению и актуализации культурного наследия Русского Севера, Петрозаводск 2011, 371-374.
- О громком/зычном голосе в былинах. (Некоторые славяно-румынские параллели). Классический фольклор сегодня: Материалы конференции, посвещенной 90-летию со дня рождения Бориса Николаевича Путилова, СПб. Дмитрий Буланин, 2011, 76-84.
- Опасные места в славянской народной демонологии. Славянский и балканский фольклор, Вып. 11: Виноградье / Отв. Ред. А. В. Гура, Институт славяноведения РАН, Москва 2011, 73-88.
- Известен ли южным славянам леший?Живая старина 4(72), Москва, 2011, 34-37.
- Убиение стариков. Славянские древности. Этнолингвистический словарь под общей редакцией Н. И. Толстого, т. 5, Москва 2012, 339-341.
- Символика чисел в народной магии южных славян. Числа в системе культуры, сост. М. В. Ахметова, Российский государственный гуманитарный университет, Москва 2012, 56-84.
- Некоторые актуальные вопросы славянской фольклористики сегодня. Слов’янськi обрiї. Збiрник наукових праць, вип. 4, Нацiональна академiя наук України. Українськи комiтет славiстiв, Київ 2012, 185–190.
- Личные имена мифологических существ. Ethnolinguistica Slavica. К 90-летию академика Никиты Ильича Толстого, ред. С.М. Толстая, „Индрик“, Москва 2013, 58-72.
- Нож в вихре: об одном мифологическом сюжете в славянском фольклоре. Slavica Svetlanica. Язык и картина мира: К юбилею Светланы Михайловны Толстой, Москва: „Индрик“, 2013, 239-247.
- Черт и/или межевой: о наименовании беса „черт“ у славян. Wiener Slavistisches Jahrbuch. Neue Folge 2, Institut für Slawistik der Universität Wien, Wiesbaden 2014, 152-162.
- Чудотворные растения: некоторые славянские параллели. Слово.ру: Балтийский акцент, Калининград: Издательство Балтийский федеральный университет им. И. Канта 2014,№3-4,37-48.
- Турецкие наименования мифологических существ у южных славян (Turkish Names of Mythical Beings Among the South Slavs). Славяноведение 4, Институт славяноведения РАН, Москва 2015, 31-38.
- „Ходячий“ покойник в духовной культуре славян. Slavische Geisteskultur: Ethnolinguistische und philologische Forschungen, Teil 1. Славянская духовная культура: этнолингвистические и филологические исследования, часть 1, Philologica Slavica Vindobonensia, Band 2, PL Academic Research, Frankfurt am Main, Bern, Bruxelles, New York, Oxford, Warszawa, Wien 2016, 141-156.
- Наименования мифологических существ для устрашения детей у славян. Демонология как семиотическая система. IV Международная научная конференция. Российский государственный гуманитарный университет. Центр типологии и семиотики фольклора, Москва, 15–17 июня 2016. Тезисы докладов, 115-118.

### Радови на енглеском
- The Symbolical Status of Animals in Folk Magic. The Magical and Aesthetic in the Folklore of Balkan Slavs, Belgrade 1994, 21–26.
- Contribution of Nikita Tolstoy to the Study of old Slavic Culture. Facta Universitatis series Linguistics and Literature, Vol. 1, No 3, Niš 1996, 137–139.
- Apocryphal Prayers and Apotropaisms among Southern Slavs. Balcanica XXVIII, Belgrade 1997, 151–163.
- Popular Sorcery with South Slavs. Serbian Literaty Magazine 3, Belgrade 1998, 141–161.
- Slav Beliefs on Changelings. Balcanica XXXII-XXXIII, Beograd 2003, 143-154.
- Bread in the Folk Culture of the Serbs inits Pan-Slavic Context. Balcanica XLV, Belgrade 2014, 165-186.

### Радови на немачком
- Die Symbolik des menschlichen Körpers in der Südslawischen Zauberspruch–Tradition. Körper, Essen und Trinken im Kulturständnis der Balkanvölker, Balkanologische veröffenntlichungen, Band 19, Berlin 1991, 183–193.
- Die Symbolik der Pflanzen der volkstümlichen Magie der Slawen auf dem Balkan. Balcanica XXVI, Beograd 1996, 211–249.
- Zaubersprüche (incantanenta),VI. Slavische Literaturen. Lexikon des Mittelalters IX, München 1998, 490–492.

### Радови на италијанском
- I demoni meridiani presso gli slavi. Il SoleLuna presso gli slavi meridionali I, Edizioni dell’ Orso, Alessandria 2017, 3-18.

### Радови на пољском
- Semantyka słowiańskich obrzędow wielkoczwartkowych. Studia semiotyczne XII, Wrocław–Warszawa–Kraków–Gdańsk–Lódž 1982, 101–112.
- Znaczenie pewnego tekstu o konopiach czy lnie w folklorze narodow słowiańskich i balkanskich. Etnografia Polska XXX, z.1, Warzsawa 1986, 201–211.
- Duch wodny – wybrane paralele słowiańskie. Bunt tradycji – tradycja buntu. Księga dedykowana Profesorowi Krzysztofowi Wrocławskiemu, Instytut Slaswistyki Zachodniej i Południowej. Wydział Polonistyki Uniwersytet Warszywski, Warszawa 2008, 319-330.
- Tito jako bohater mityczny. Komunistyczni bohaterowie, t. I. Tradycja, kult, rytuał. Red. M. Boguslawskiej i dr., Wydzjał Polonistyki Uniwersytetu Warszawskiego, Wydawnictwo Librion, Warszawa-Kraków 2011, 125-138.

### Радови на украјинском
- Деякі актуальні питання сучасної славянскої фольклористики. Слов'янський свiт, вип. 8, Київ 2010, 98-107.
- Демонiчне весiлля в народних переказах: слов'янськi паралелi. Сучасна зарубiжна етнологiя: антологiя, У 2 т. Т. 2 / Голов. ред. Г. Скрипник, НАНУ України, IМФЕ iм М. Т. Рильського, Київ 2011, 287-293.
- Уснi наративи про державних дiячiв: сучаснi моделi традицiйних сюжетiв. Слов`янский свiт, вип. 10, IМФЕ iм М. Т. Рильського НАНУ України, Київ 2012, 162-174.
- Слава – родинне свято у сербiв. Народна творчiсть та етнологiя, №1 (353), Институт мистецтвознавства, фольклористики та етнологiї iм. М. Т. Рильского НАН України, Київ 2015, 15–22.

### Радови на словеначком
- Slovanska boginja Mokoš. Vprašanje rekonstrukciji. “Sodobnost international“ 11, Ljubljana 2013, 1590-1602.